# Stadio isotopico marino

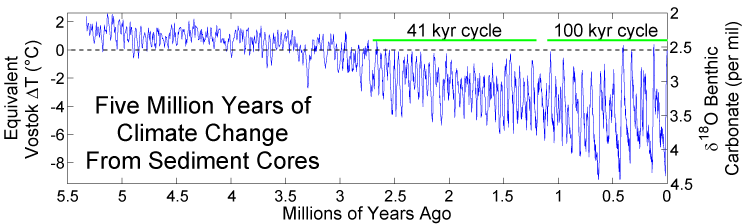
Le variazioni della temperatura negli ultimi 5 milioni di anni rilevate nei depositi marini profondi.

Uno stadio isotopico marino (o MIS, dall'inglese Marine Isotope Stages), o più compiutamente stadio dell'isotopo marino dell'ossigeno, è uno dei periodi alternati caldi e freddi del clima terrestre, dedotti dalle variazioni del rapporto tra gli isotopi 16O e 18O dell'ossigeno presenti nei sedimenti fossili ottenuti da carotaggi di sedimenti estratti dai fondali marini.

## Rapporto tra gli isotopi dell'ossigeno

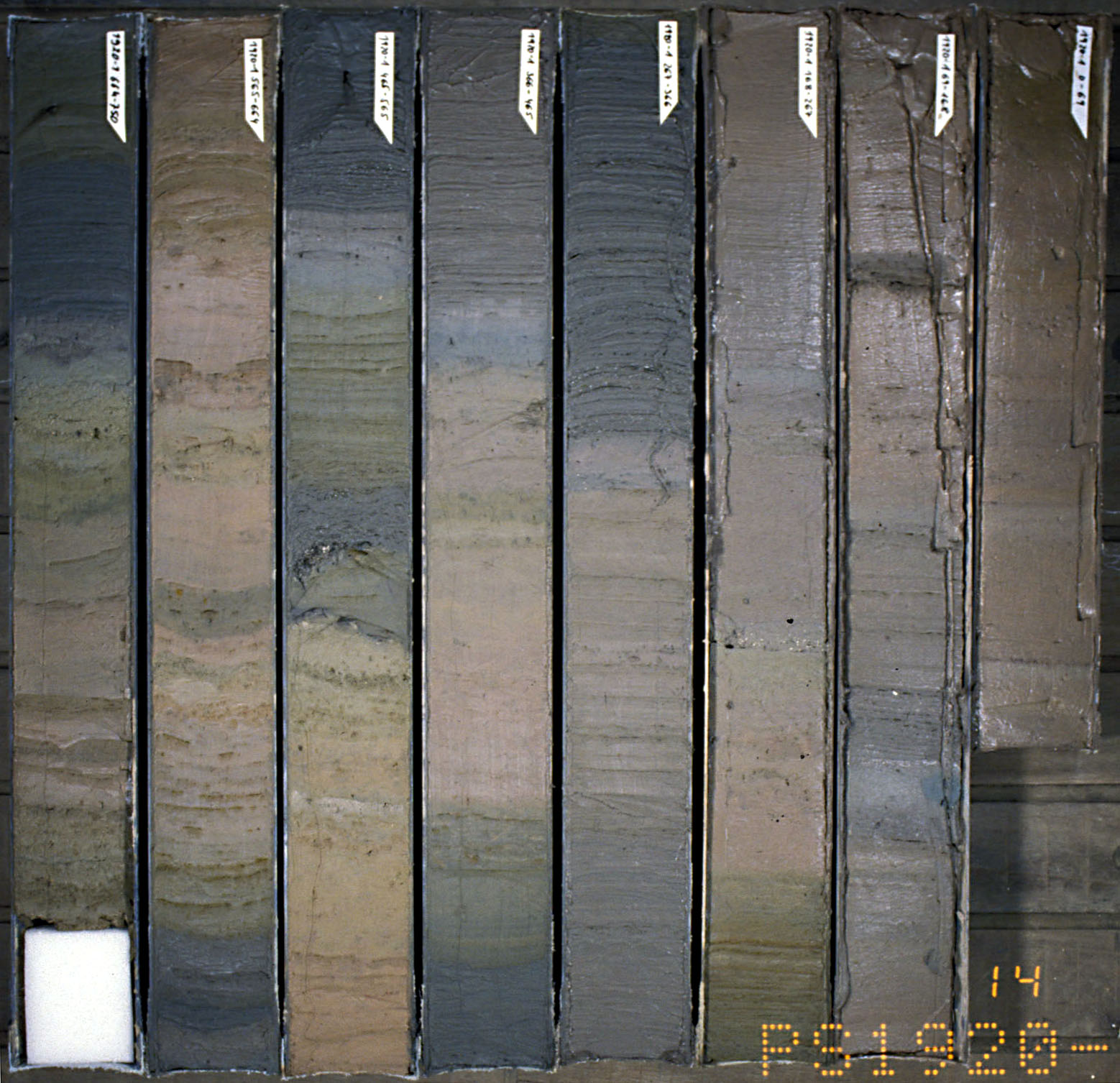
Sezioni di sedimenti estratti da carotaggi effettuati al largo della Groenlandia.

Al variare della temperatura dell'acqua del mare, varia anche il rapporto tra gli isotopi 16O, 17O e 18O dell'ossigeno contenuto nella calcite presente nei sedimenti oceanici e accumulatasi in particolare nei gusci dei foraminiferi calcarei fossili vissuti nei vari periodi.
Nell'atmosfera la distribuzione degli isotopi è normalmente: 99,759% (16O), 0,0374% (17O) e 0,2039% (18O) con percentuali analoghe nelle acque. Tale distribuzione è però fortemente legata alla temperatura, che fa variare in modo ben conosciuto la percentuale del più pesante isotopo (18O), che è più abbondante nelle acque fredde.
Poiché è nota la relazione tra la curva di distribuzione percentuale degli isotopi e la temperatura, analizzando il diverso rapporto tra gli isotopi dell'ossigeno sia nel carbonato di calcio contenuto nella calcite dei sedimenti, che in quello contenuto nello scheletro dei foraminiferi fossili, si può risalire con precisione alla temperatura delle acque marine del periodo in cui vissero.

## Interpretazione dei dati

La curva SPECMAP per MIS 1-21 degli ultimi 800.000 anni evidenzia chiaramente le oscillazioni della temperatura marina.

Fu presto ipotizzato che ci potesse essere una correlazione tra le oscillazioni delle temperature marine e i cicli delle glaciazioni avvenute sulla superficie terrestre. Questa tecnica fu quindi usata per una datazione più precisa delle temperature del Pleistocene confrontando i rapporti isotopici dei reperti terrestri
e per valutare il livello e la salinità dei mari nel Terziario e Quaternario. Questi andamenti sono stati poi confrontati con i cicli di Milanković.
Si è trovato che i cicli rilevati in base ai sedimenti marini corrispondono ai cicli glaciali e interglaciali osservabili sulle terre emerse. Il grafico delle temperature così ottenute riproduce anche l'avanzata e il ritiro dei ghiacciai e segnala anche dettagli a livello di stadiale e interstadiale, in modo più completo e dettagliato di ogni equivalente terrestre.
Attualmente queste analisi sono completate dallo studio dei pollini fossili depositatisi, sfruttando le conoscenze acquisite dalla moderna palinologia.

## Stadi
Sono stati riconosciuti e classificati finora 103 stadi di oscillazione delle temperature, indicati a partire dall'attuale stadio identificato come MIS 1. I dati del MIS per gli ultimi 2,5 milioni di anni indicano circa cinquanta cicli di oscillazione del clima.
Lo stadio MIS 19 viene utilizzato come paragone per la comprensione dell'attuale MIS 1.

### Suddivisione
Elenco dei primi 21 stadi più recenti; a fianco di ciascun stadio è riportata la data di inizio in migliaia di anni fa, secondo la recente classificazione di Lisiecki. I valori dei sottostadi del MIS 5 indicano il picco del sottostadio e non la sua data di inizio.
MIS     Data di inizio (in migliaia di anni fa)
- MIS 1 : 14, fine del Dryas recente e inizio dell'Olocene.
- MIS 2 : 29
- MIS 3 : 57
- MIS 4 : 71
- MIS 5 : 130, ulteriormente suddiviso in 5 sottostadi:
  - MIS 5a : 82 (picco interglaciale)
  - MIS 5b : 87 (picco glaciale)
  - MIS 5c : 96 (picco interglaciale)
  - MIS 5d : 109 (picco glaciale)
  - MIS 5e : 123 (picco dell'interglaciale Eemiano)
- MIS 6 : 191
- MIS 7 : 243
- MIS 8 : 300
- MIS 9 : 337
- MIS 10 : 374
- MIS 11 : 424
- MIS 12 : 478
- MIS 13 : 524
- MIS 14 : 563
- MIS 15 : 621
- MIS 16 : 676
- MIS 17 : 712
- MIS 18 : 761
- MIS 19 : 790 (Inversione di Brunhes-Matuyama)
- MIS 20 : 814
- MIS 21 : 866

La lista continua fino al MIS 104 con numerazione progressiva, e con sigle che fanno riferimento alle fasi geomagnetiche della stratigrafia magnetica terrestre fino allo stadio TG4 posto circa a 6,35 Ma (milioni di anni dal presente). Si veda a tal proposito il lavoro di Lisiecki e Raymo, 2005, citato in bibliografia.